# 小室友里
小室 友里（こむろ ゆり、1975年7月28日 - ）は、日本のタレント。元AV女優。レンタルビデオ時代最後のAVアイドルである。1990年代後半のAVクイーンとして君臨した。神奈川県綾瀬市出身。
AV時代は東京都出身としていた。出生年は2000年代中盤まで1976年としていた。

## 経歴
10代の頃はアイドルになりたかったと言う。旅行会社に勤めるツアーコンダクターになりたく、旅行系の専門学校に進学。その学生だった18歳の時に東京・池袋で事務所にスカウトされ、当初はグラビアアイドルとしてデビュー。1996年1月に『新・官能姫 第2章』でAVデビューした。
最初、当時の所属事務所の社長とは「3本だけ出て辞めればいい」という約束があったという。専門学校は、AVに出始めてから周りから「似てる」などと騒がれ始めたことから2年生の後半頃から通わなくなっていたが、それでもギリギリながら卒業でき、前述の所属事務所社長との約束通り3本だけ出演して事務所も辞め、専門学校卒業後は一般企業に就職。しかし本人曰く、その会社は今で言うブラック企業のような所だったということで、数カ月で退社、その後古巣の所属事務所に遊びに行った時に社長から復帰を勧められ、事務所の中に自分の席もそのまま残されていたこともあって復帰を決意。この時にそれまでアルバイト感覚だったものを今度はプロとして働く覚悟を決めたという。
AVアイドル路線でデビューしながら、本番やハードなプレイをこなし、持ち前の親しみやすさと美貌もあってファンが急増。当初はビデオ3本の契約だった芳友メディアプロデュース（現・h.m.p）と専属契約を結び、同社が当時売り出しに力を入れていた星野杏里を凌ぐ人気を獲得した。
1998年に専属契約が切れたあとも、主要AVメーカーの代表的なシリーズ作品を総ナメにするなど人気は衰えず、1999年にAVからの引退を宣言するまで、約4年間にわたってナンバーワンAV女優として君臨した。内容的にも充実した作品に恵まれ、1998年の『聖★痴女』は『ビデオ・ザ・ワールド』誌の98年度下半期ベスト10で1位に選出されている。総売上枚数は100万枚以上、アダルト作品をDVDとして世界初でリリースしたことでも知られている。
AV引退後は成人指定作品を含む映画、Vシネマ等への出演を続けつつ、よりマルチタレント的な活動を展開。2000年代前半には歌手、舞台女優としての活動にも力を入れた。文才を生かしてスポーツ紙などに連載を持ち、2005年7月から2006年2月にかけては、実話誌との連動企画で実業家を目指すブログを開設した。
2012年　週刊ポストの取材に対し、AVに出演していたときのギャラは最初100万円くらいであったものが、最後には70万円になったと語っている。
2013年　「小室友莉」に改名し舞台を中心に活動。
2014年　再び「小室友里」へと名前を戻し、女優、歌手、ライター業に加え、セクシャルアドバイザーとしての活動も本格的に開始。
2015年　FINALTOKYOグループ(風俗大手グループ)の公認アドバイザーに就任。AV強要問題では女優側とプロダクション側の橋渡し役として取材、啓蒙活動をし、またAV女優のセカンドキャリア問題にも取り組んでいる。
2021年　寺井広樹著『伝説のAV女優』（彩図社）のインタビューで将来TEDのスピーカーになりたいという自身の目標を語っている。

## 作品

### アダルトビデオ（オリジナル作品）・イメージビデオ
1995年
- 唇もとろけちゃう!　（1995年12月7日、NaNa）

1996年
- 新・官能姫 第2章…魅せられて　（1996年1月23日、ティファニー）
- おさな妻は女子校生　（1996年3月26日、ティファニー）
- 姦禁でしびれる!　（1996年4月27日、ティファニー）
- 女教師乱れ泣き 奴隷遊戯　（1996年4月30日、エイトマン）
- なすがままに濡れちゃった　（1996年5月24日、ティファニー）
- 絶叫! 悪夢のSEX学園　（1996年6月29日、エイトマン）
- おしゃまな友里ちゃん　（1996年7月29日、ティファニー）
- 女喰い ザ・ストーカー　（1996年8月29日、エイトマン）
- すましておもらし　（1996年9月16日、ティファニー）
- お嫁マンボ!　（1996年10月19日、ティファニー）

1997年
- ありったけの愛液 完熟復活!　（1997年4月30日、ティファニー）
- エログロマガジンVol.11　すけべっ娘 11　（1997年4月30日、Q）
- 女教師乱れ泣き・犯された学園 （1997年5月31日、エイトマン）
- 尻ふりマンイーター　（1997年6月25日、ティファニー）
- やりすぎ家庭教師 7　（1997年8月29日、ミス・クリスティーヌ）
- 淫らな腰の天使たち 狂い泣きレイプエンジェル　（1997年9月30日、エイトマン）
- ロスト 失われた記憶　（1997年10月21日、h.m.p）
- 逆ソープスペシャル!! 60分　（1997年10月22日、Q）
- 続・淫らな腰の天使たち 闇に抱かれた女　（1997年10月31日、エイトマン）
- 女医の尻は濡れているか　（1997年10月31日、ミス・クリスティーヌ）
- ザ・カゲキ 悶え死に　（1997年11月30日、SAMM）
- 天使の舌舐めずり 地獄に堕ちたOL　（1997年12月29日、エイトマン）

1998年
- 女尻　（1998年1月23日、アリスJAPAN）
- 口全ワイセツ 25　（1998年2月25日、SAMM）
- ルームサービス 1　（1998年3月6日、ハリウッドフィルム）
- LOVE×LOVE レッスン 1　（1998年3月15日、ひりゅうビジュアルネットワーク）
- 逆ソープ天国　（1998年3月24日、バビロン）
- 義妹の生下着　（1998年3月31日、笠倉出版社）
- 硝子のマリオネット　（1998年4月30日、シェール）
- 淫モラルブルマー狩り 8　（1998年5月7日、笠倉出版社）
- AVアイドル伝説　（1998年5月30日、アトラス）
- 人間廃業　（1998年6月23日、バビロン）
- 聖★痴女　（1998年7月31日、バビロン）
- LINGERIE DOLLS vol.6　（1998年8月16日、宇宙企画）
- 巨乳発情女教師痴漢電車　（1998年9月4日、笠倉出版社）
- NEO出血大制服 44　（1998年9月15日、アトラス）
- 巨乳ハンター　（1998年9月22日、COLORS（笠倉出版社））
- 南極2号　（1998年10月19日、タンク）
- ザ 連続淫行　（1998年11月20日、アトラス）
- Sexライブ　（1998年12月18日、笠倉出版社）
- ズブ濡れ人生激情　（1998年12月30日、タンク）

1999年
- forget me not-勿忘草 終章 （1999年1月31日、シェール）
- 新・女教師スペシャル あぶない放課後　（1999年2月12日、ヴォーグ）
- ザ・ハード・レイプ　（1999年2月、マドンナメイト）
- 裏女尻 （1999年3月12日、バビロン）
- 逆ソープ天国　（1999年4月23日、バビロン）
- 小室友里としてみませんか?　（1999年4月24日、ヴォーグ）
- 堕ちる!　（1999年6月30日、姦）
- 女怪盗 女豹　（1999年7月9日、死夜悪）
- 美憐女教師惨憺レイプ　淫売・保健室　（1999年7月9日、BABE（ソフト・オン・デマンド））
- Angel　（1999年8月27日、アイデアポケット）
- Last Scene　（1999年9月17日、アリスJAPAN）
- ゴモラの院 美乳ナースステーション 白衣の強制逆診察　（1999年9月24日、ノアセレクト）
- 秘技伝授　（1999年10月8日、SPACE（スペース企画））
- ショムサン 悲歌　（1999年10月8日、死夜悪）
- 女子校生淫靡白書 9　（1999年11月19日、HIGH-SCHOOL Pink （アイデアポケット））
- 愛と陵辱の日々　（1999年12月10日、死夜悪）

2000年
- 全裸エステ（2000年5月26日?、DEMAND（ソフト・オン・デマンド））
- ゆらら 心休まる日本の温泉百選 大分県・別府温泉編（2000年9月13日?、ソフト・オン・デマンド）
- ラストヘアーヌード（Natural Beauty （メディアバンク））

### オリジナルビデオ
- 日本極道史 仁義絶叫（1999年1月21日、松竹ホームビデオ）
  - 日本極道史 仁義絶叫（1999年1月21日）
  - 日本極道史 仁義絶叫2 修羅の仁義（1999年8月21日）
- 若妻SEXフレンド志願（1999年1月27日、ピンクパイナップル） - 主演・栗田悦子
- AVスカウトマン伝説（1999年7月23日、バロン） - 主演
- 淫タビュー 普通の女の異常なホンネ（2000年7月25日、ENGEL） - 主演・真由美
- 背徳姉妹（2001年12月21日、マーメイド） - 主演・みどり / あおい（二役）
- 美麗女学園 女学生20人レイプバトル（2001年12月31日、Vアダルトシネマ）
- 漂流令嬢 凌辱クルージング（2002年9月22日、TMC） - 主演・瞳（社長令嬢）
- OTORI 美豹捜査官・蘭（2003年11月6日、ネクスタシー） - 主演・桜井蘭（刑事）
- OTORI 復讐の求婚(プロポーズ)（2003年12月3日、ネクスタシー） - 主演・桜井蘭（刑事）
- 派遣OL 裸の日記（2004年2月20日、日本メディアサプライ） - 主演・友里（派遣OL）

### DVD
- 女優おんせん（2011年4月28日、リバプール）

### エッセイ
- 素顔　（1998年12月25日発行、ネコ・パブリッシング）　ISBN 4873661765

### 写真集
- Toy Dolls （1998年5月25日発行、笠倉出版社、撮影:竹内彩）　ISBN 4773008539
- YURISM　（1999年9月30日発行、リイド社、撮影:竹内彩）　ISBN 4845815036
- 伝説─LEGEND　（2000年7月発売、イメージサークル、撮影:高橋生建）　通信販売のみ
- 艶旅 ゆり　（2014年3月20日発売、竹書房）

### 書籍・連載
- 「新コラム・百人斬り!  小室友里の恋のお悩み相談」BREAKMax（コアマガジン）
- オレンジ通信 1997年05月号（表紙）
- VIDEO BOY(No.150 英知出版)「特製テレカプレゼント＆指でこするとアレが見える!? 仰天ヘアヌード」
- 伝説のAV女優（2021年10月発売、彩図社、著：寺井広樹、インタビュー集）　ISBN 978-4-8013-0559-5

## 音楽

### シングル
- NAKED　c/w　月の明りとラビリンス　（2000年9月22日、MOOVe Records）

### マキシシングル
- NAKED　c/w　月の明りとラビリンス　（2000年9月22日、MOOVe Records）
- Only One (of the world)　c/w　Vanity・re-smile　（2001年2月24日、MOOVe Records）
- Morning Breath　c/w　summer snow・愛しき人たち　（2001年8月25日、MOOVe Records）
- キミヲ想ウト…　c/w　once more　（2002年8月25日、MOOVe Records）

### オムニバス
- MOOVe RECORDS GIRLIE POP COLLECTION　（2001年4月25日、徳間ジャパン/TKCU-77083）
  - 『グラビアの美少女～A Girl On Photogravure～』『Naked（ver.2）』の2曲提供
- OPEN THE MUSIC GATE -Millennials Impact-（2014年6月18日、DRAGON GATE RECORDS/PCCR-90068）
  - 『サンタマリア・ウォーク』
- OPEN THE MUSIC GATE 2014（2014年8月6日、DRAGON GATE RECORDS/PCCR-90070）
  - 『カーテンコール』(コーラス)
- Millennials 2015（2015年7月7日、DRAGON GATE RECORDS/DGTR-1001）
  - 『サンタマリア・ウォーク』
- OPEN THE MUSIC GATE 2015（2015年8月19日、DRAGON GATE RECORDS/PCCR-90075）
  - 『サンタマリア・ウォーク』
- DRAGON GATE 2016（2016年7月15日、DRAGON GATE RECORDS/DGCK-1001）
  - 『カーテンコール』(コーラス)
- TRIBE VANGUARD 2017（2018年5月31日、DRAGON GATE RECORDS/DGTR-1010）
  - 『サンタマリア・ウォーク』『サンタマリア・ウォーク 〜マリアのキモチ〜』
- DRAGON GATE 2017（2017年7月26日、DRAGON GATE RECORDS/DGTR-1011）
  - 『カーテンコール』(コーラス)

### アルバム
- 「音返し〜ONGAESHI〜」（2018年8月23日、DRAGON GATE RECORDS/DGTR-1012）

### 配信販売
- MISS YOU～over the Night, over the Time～（2002年8月1日、MOOVe Records）
- 音返し～ONGAESHI～（2016年2月13日、DRAGON GATE RECORDS）
- サンタマリア・ウォーク (マリリンズver)（2016年8月11日、DRAGON GATE RECORDS）
- サンタマリア・ウォーク（2017年5月1日、DRAGON GATE RECORDS）

## 出演

### テレビ
- ここがヘンだよ日本人（TBS）本城小百合と共演。
- 桂芸能社（TBS）
- くだまき八兵衛X（テレビ東京）
- 〜裏ネタワイド〜 DEEPナイト（テレビ東京）
- じっくり聞いタロウ〜スター近況（秘）報告〜（テレビ東京）
- 他人のSEXで生きてる人々2 #15（2021年3月6日、MONDO TV）MC

### ラジオ
- 小室友里の夜サプリ☆[9][10]（ソラトニワ原宿、FMぎのわん・FMやまと）- パーソナリティ
- BNI 阪神南 presents ｢Expert Voice｣（Kiss FM KOBE、2022年4月2日 -）

### 映画
- 人妻発情期　不倫まみれ　（1999年4月29日、配給：エクセス）…主演、「雛形な若妻」としてビデオ化（2001年8月22日、JUNK）
- PAIN／ペイン　（2001年10月27日、配給：アルゴ・ピクチャーズ／ゴールド・ビュー）
- 愛染恭子の痴漢病棟　（2002年4月26日、配給：JHV／新東宝）…「痴漢病棟」としてビデオ化（2002年10月25日、バビロン）

### 舞台
- 恋するヘルニア ～紙相撲に愛を込めて～ （2002年5月10日、DJANGOS）
- ヒロイン戦隊JJ　（2005年3月3日、劇団FUGS!）
- 百連発 それは四谷で始まった　（2005年8月11日、桜会）
- 夢の海賊
- 君死にたまふことなかれ　（2013年2月13日、劇団空感エンジン）
- SAKURA　（2013年3月27日、劇団空感エンジン）
- ビストロ・クロニーク　〜あの日を忘れない〜　（2014年10月1日~5日、唐沢俊一×劇団天然ポリエステル）
- 居酒屋芝居第３弾「居酒屋『夢の郷』殺人事件」～名探偵たちの同窓会事件簿～（2014年10月　神田） ゲスト：小室友里役
- なつのロケット〜2025年宇宙に行きたくてロケットを手作りしたボクらの手記〜（2015年7月6日〜12日、宇宙食堂）
- 女囚175 Part2〜更生〜（2019年11月）

### ランニング
- 小室友莉ランニングチーム　（2013年）
- 小室友莉杯「江戸川トラック大会」　（2013年1月～）
- 小室友莉杯「立川トラック大会」　（2013年4月～）
- 小室友莉プロデュース ランニングイベント参加申込 Powered by JOINtly

### WEB
- ブロードバンドニッポン!（2003年頃、ニッポン放送・LFX488）
- 熱烈!あっ!とマガジン（2006年11月3日-2007年1月5日、あっ!とおどろく放送局）[リンク切れ]
- 熱烈!あっ!とマガジン（2007年1月12日-3月30日、あっ!とおどろく放送局）[リンク切れ]